# Pétrogale
Petrogale
Genre
Les pétrogales, autrement connus sous le nom de wallabies des rochers, forment à eux seuls un genre de mammifères marsupiaux dont la taille n’excède pas 60 cm, et que l’habitat rocheux qu’ils occupent caractérise plus particulièrement. Leur fourrure plutôt rase varie de tons fauves en bruns et gris plus ou moins foncés, parfois marquée de bandes contrastatantes ou de couleur spécifique, comme dans le cas du Petrogale purpureicollis (pétrogale à col pourpre) nommé par Le Souef en 1924.
Les amoncellements rocheux dans les anfractuosités desquels ils trouvent refuge se situent à proximité des végétaux qui constituent leur diète. Ils vivent en colonies allant jusqu’à la centaine d’individus dans ces îlots de roche où ils s’organisent en clans.
Les pétrogales ou wallabies des rochers comprennent les espèces suivantes :
- Petrogale assimilis, Ramsay, 1877 — Pétrogale allié
- Petrogale brachyotis, Gould, 1840 — Pétrogale à oreilles courtes
- Petrogale burbidgei, Kitchener et Sanson, 1978 — Warabi
- Petrogale coenensis, Eldredge et Close, 1992 — Pétrogale du Cap York
- Petrogale concinna, Gould, 1842 — Petit pétrogale
- Petrogale godmani, Thomas, 1923 — Pétrogale de Godman
- Petrogale herberti, Thomas, 1926 — Ptérogale de Herbert
- Petrogale inornata, Gould, 1842 — Pétrogale du Queensland
- Petrogale lateralis, Gould, 1842 — Pétrogale d'Australie occidentale
- Petrogale mareeba, Eldredge et Close, 1992 — Pétrogale de Mareeba
- Petrogale penicillata, Gray, 1827 — Wallaby des rochers à queue en pinceau
- Petrogale persephone, Maynes, 1982 — Pétrogale Proserpine
- Petrogale purpureicollis, Le Souef, 1924 — Pétrogale à col pourpre
- Petrogale rothschildi, Thomas, 1904 — Pétrogale de Rothschild
- Petrogale sharmani, Eldredge et Close, 1992 — Pétrogale de Sharman
- Petrogale xanthopus, Gray, 1854 — Pétrogale à pied jaune

## Étymologie
Le Centre national de ressources textuelles et lexicales de France indique que le mot pétrogale provient de deux racines grecques : 
πέτρος, pétros (pierre), et γαλέη, galéê (belette). Le nom générique des pétrogales voudrait donc littéralement dire « belette des rochers ».

### Référence étymologique
1. ↑  Centre national de ressources textuelles et lexicales, sous pétrogale